# Tillandsia funckiana
Tillandsia funckiana är en gräsväxtart som beskrevs av John Gilbert Baker. Tillandsia funckiana ingår i släktet Tillandsia och familjen Bromeliaceae.

## Underarter
Arten delas in i följande underarter:
- T. f. funckiana
- T. f. recurvifolia

## Bildgalleri

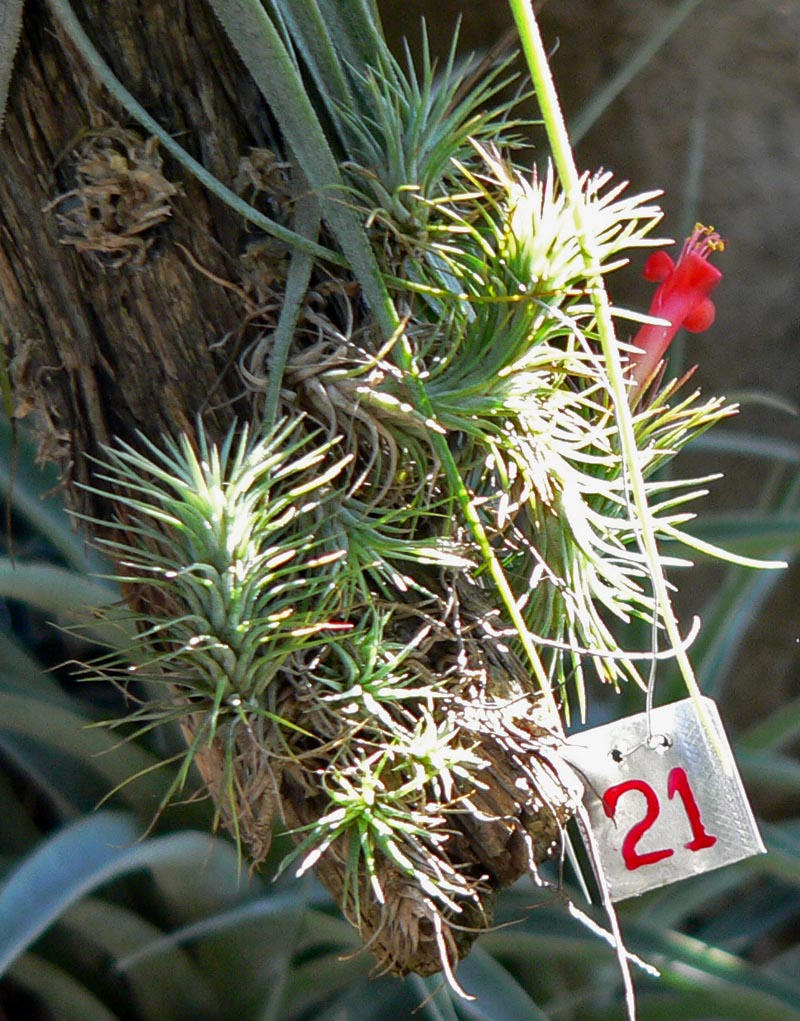
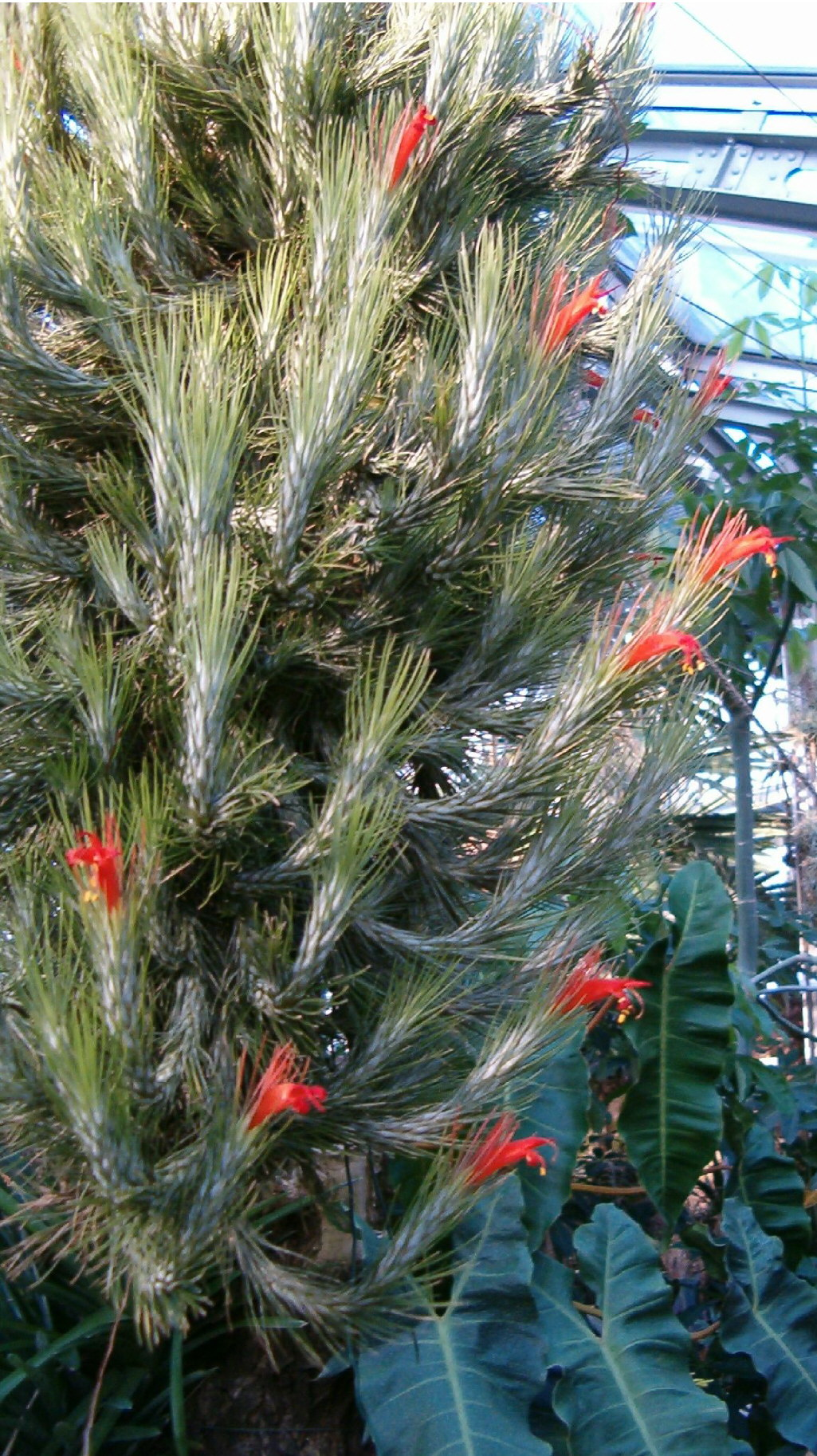
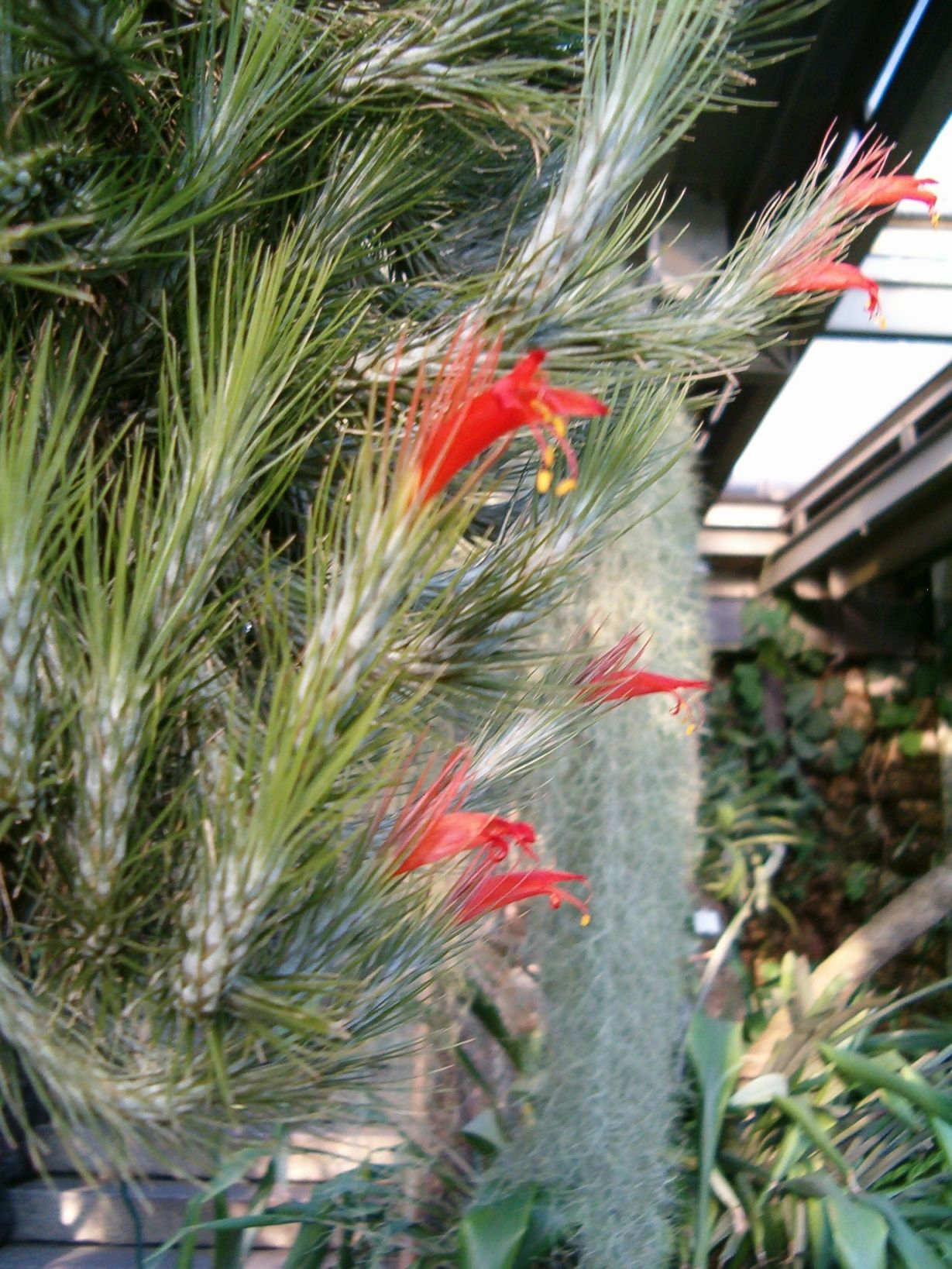
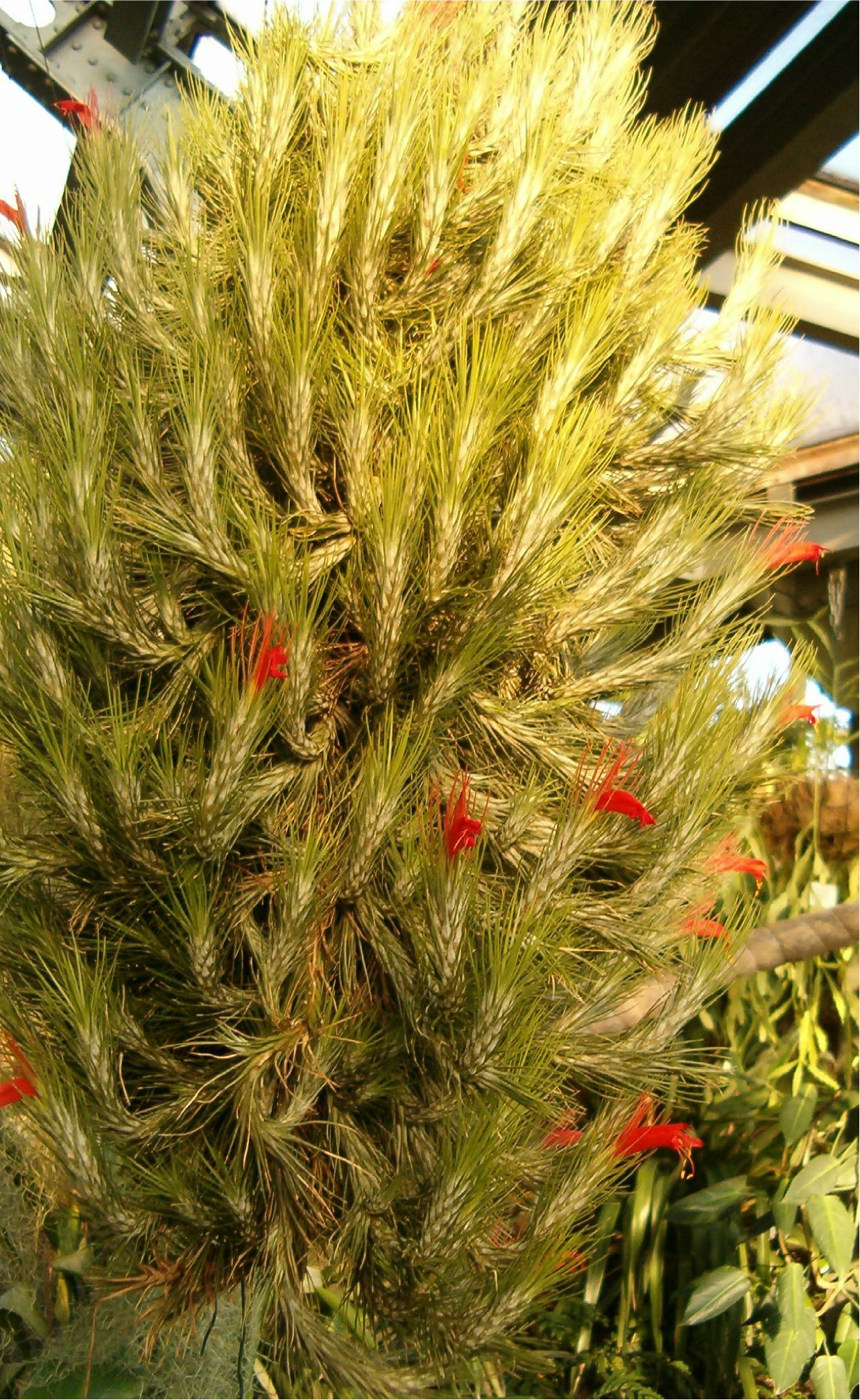
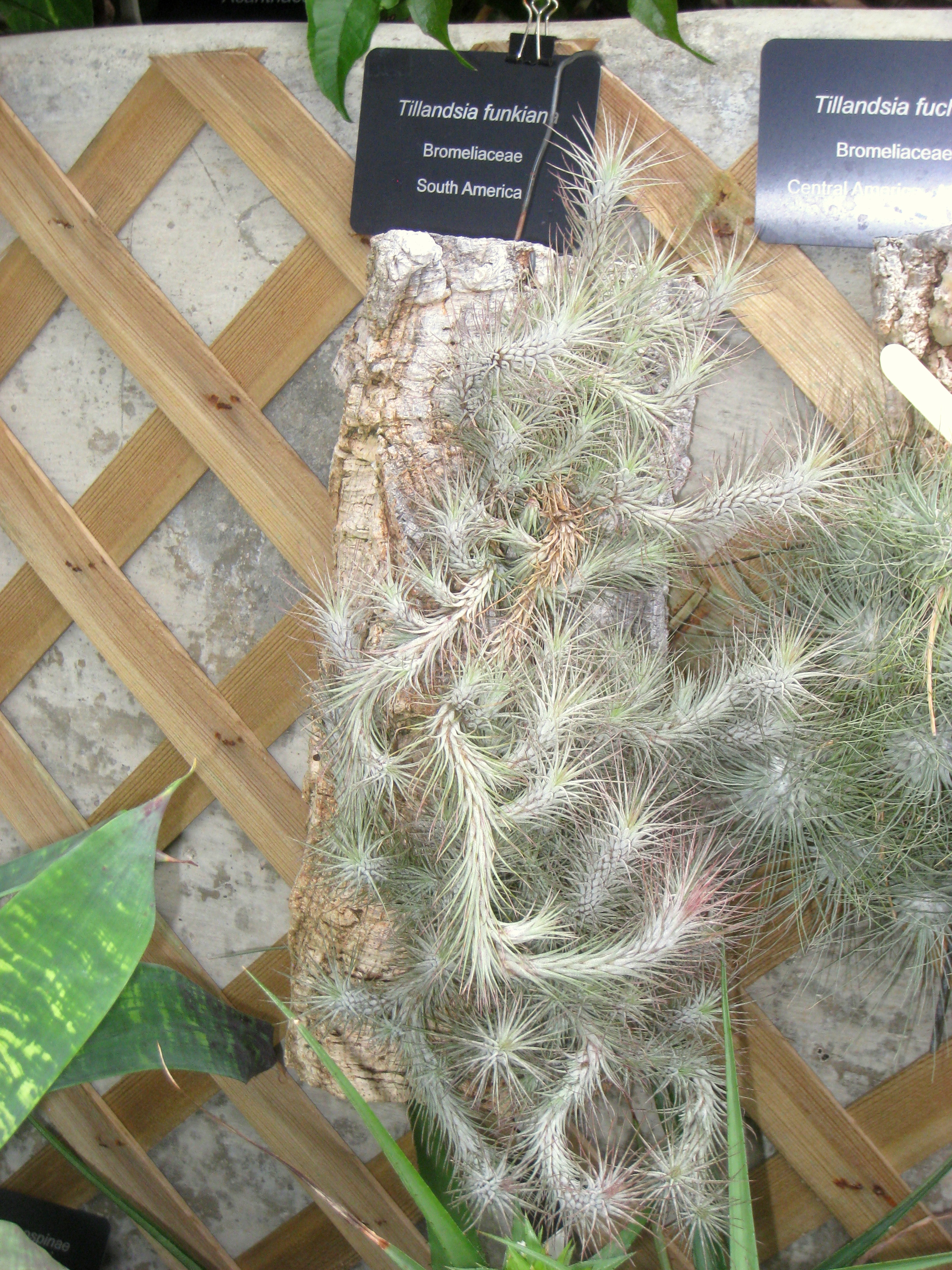
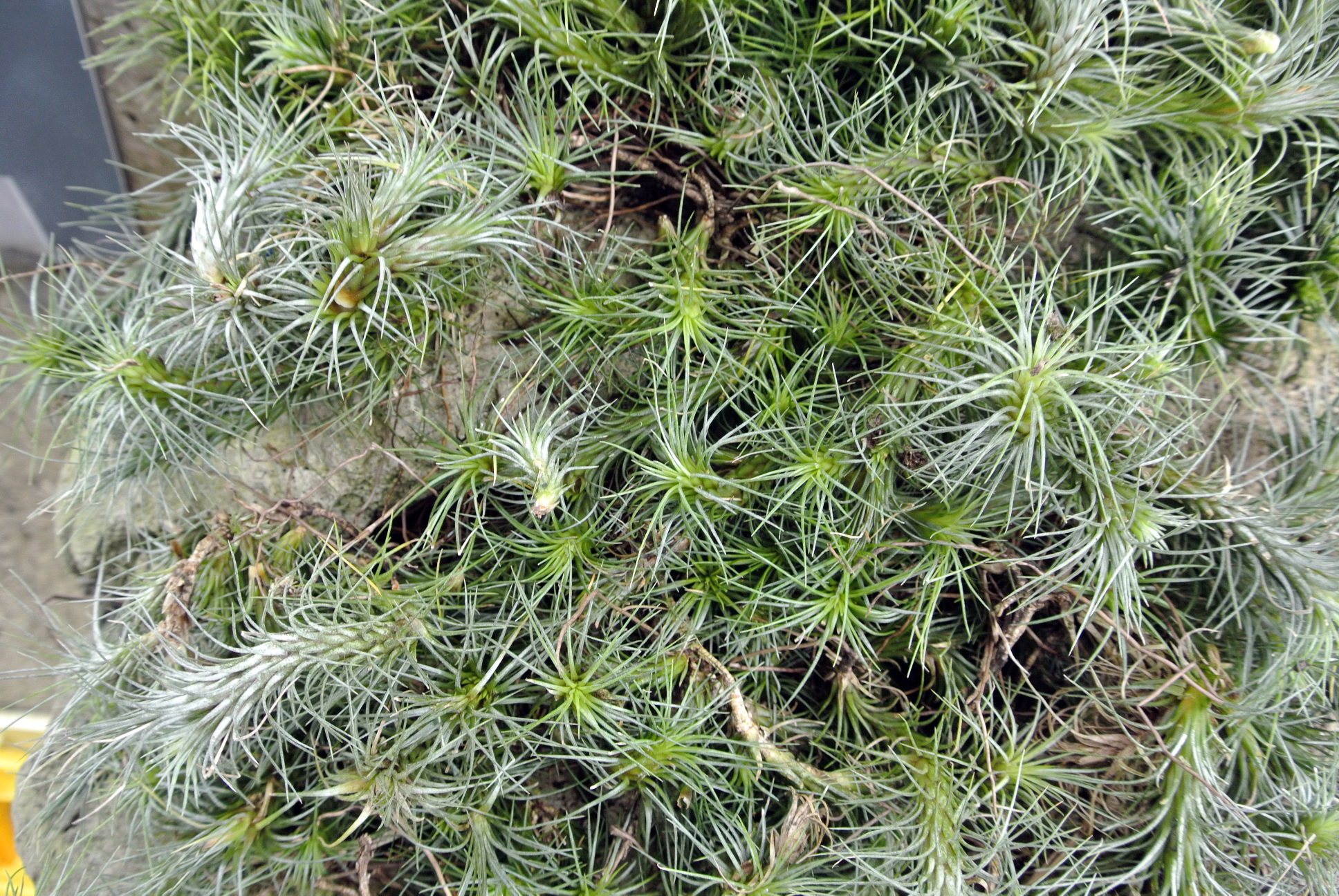